# Езерния
Езерния (Aesernia) е древен град на извора на Волтурн (днес Волтурно) между реките Карпино и Сордо на планината в Самниум, столица на пентрите. Намирал се на важния път via Aesernia. През 295 пр.н.е. е завладян от римляните. Става римска колония от 264 пр.н.е. и издава свои монети. През 80 пр.н.е. става муниципиум на триба Троментина.
През 667 г. в Езерния се заселват прабългарите на каган (княз) Алцек.
Днешната катедрала е построена върху фундаментите на храм от 3 век пр.н.е.
На мястото на Езерния днес се намира град Изерния.